# Siphonophora conicornis
Siphonophora conicornis är en mångfotingart som beskrevs av Chamberlin 1922. Siphonophora conicornis ingår i släktet Siphonophora och familjen Siphonophoridae. Inga underarter finns listade i Catalogue of Life.